# 杰拉德·霍尼卡特
杰拉德·德韦恩·霍尼卡特（英語：Jerald DeWayne Honeycutt，1974年10月20日—），美国NBA联盟职业篮球运动员。他在1997年的NBA选秀中第2轮第10顺位被密尔沃基雄鹿选中。